# Filistata fuscata
Filistata fuscata är en spindelart som beskrevs av Kishida 1943. Filistata fuscata ingår i släktet Filistata och familjen Filistatidae. Inga underarter finns listade i Catalogue of Life.